# EuroHockey Club Champions Cup 1975 (Herren, Feld)
Der zweite offizielle von der European Hockey Federation ausgetragene EuroHockey Club Champions Cup der Herren im Hockey fand Pfingsten 1975 vom 16.5. bis zum 19.5. in Frankfurt statt. Es nahmen zwölf Clubs aus elf Ländern teil. Deutschland war neben dem deutschen Meister RW Köln noch mit Titelverteidiger SC Frankfurt 1880 vertreten. Frankfurt gewann auch 1975 den Europapokal durch ein 1:0 im Endspiel gegen Royal Léopold Club.

## Vorrunde
Gruppe A
Edinburgh HC - FC Lyon 2:1
SC Frankfurt 1880 - Edinburgh HC 1:0
FC Lyon - SC Frankfurt 1880 2:5
| Pos. | Verein            | Tore | Punkte |
| ---- | ----------------- | ---- | ------ |
| 1.   | SC Frankfurt 1880 | 6:2  | 4:0    |
| 2.   | Edinburgh HC      | 2:2  | 2:2    |
| 3.   | FC Lyon           | 3:7  | 0:4    |

Gruppe B
SV Kampong - Club Egara 1:1
Club Egara - Bohemians Prag 5:1
Bohemians Prag - SV Kampong 0:7
| Pos. | Verein         | Tore | Punkte |
| ---- | -------------- | ---- | ------ |
| 1.   | SV Kampong     | 8:1  | 3:1    |
| 2.   | Club Egara     | 6:2  | 3:1    |
| 3.   | Bohemians Prag | 1:12 | 0:4    |

Gruppe C
Rotweiss Wettingen - KTHC Rot-Weiss Köln 2:4
Southgate HC - Rotweiss Wettingen 3:0
KTHC Rot-Weiss Köln - Southgate HC 1:1
| Pos. | Verein                | Tore | Punkte |
| ---- | --------------------- | ---- | ------ |
| 1.   | Southgate HC          | 4:1  | 3:1    |
| 2.   | Rot-Weiss Köln        | 5:3  | 3:1    |
| 3.   | HC Rotweiss Wettingen | 2:7  | 0:4    |

Gruppe D
Royal Léopold Club - Suboticanka 4:2 
Royal Léopold Club - HC Wien 5:0
HC Wien - Suboticanka 2:4
| Pos. | Verein             | Tore | Punkte |
| ---- | ------------------ | ---- | ------ |
| 1.   | Royal Léopold Club | 9:2  | 4:0    |
| 2.   | Suboticanka        | 6:6  | 2:2    |
| 3.   | HC Wien            | 2:9  | 0:4    |

## Platzierungsspiele
Bohemians Prag - HC Wien 1.1 (2:1 n. V.)
FC Lyon - Rotweiss Wettingen 0:1
Spiel um Platz 11
HC Wien - FC Lyon 1:3
Spiel um Platz 9
Bohemians Prag - Rotweiss Wettingen 1:1 (2:1 n. V.)

Club Egara - Subotiçanka 2:1
Edinburgh HC - Rot-Weiss Köln 1:3
Spiel um Platz 7
Suboticanka - Edinburgh HC 1:5
Spiel um Platz 5
Club Egara - Rot-Weiss Köln 1:3

Halbfinale
SC Frankfurt 1880 - Southgate HC 1:0
SV Kampong - Royal Léopold Club 0:0 (3:4 n.7m)
Spiel um Platz 3
SV Kampong - Southgate HC 0:1
Finale
SC Frankfurt 1880 - Royal Léopold Club 1:0

## Quelle
- Deutsche Hockeyzeitung Mai 1975
- EHF Handbook 2016